# 오스트레일리아 여자 필드하키 국가대표팀
오스트레일리아 여자 필드하키 국가대표팀(영어: Australia women's national field hockey team)은 오스트레일리아를 대표하여 국제 필드하키 경기에 참가하는 여자 국가대표팀으로 하키 오스트레일리아에 의해 운영된다. 

## 역대 성적

### 올림픽
- 1980년 - 불참
- 1984년 - 4위
- 1988년 - 금메달
- 1992년 - 5위
- 1996년 - 금메달
- 2000년 - 금메달
- 2004년 - 5위
- 2008년 - 5위
- 2012년 - 5위
- 2016년 - 6위
- 2020년 - 5위
- 2024년 -

## 같이 보기
- 분류:오스트레일리아의 필드하키 선수